# Sod Off, God! We Believe in Our Rockband
Sod Off, God! We Belive in Our Rockband är det första och enda albumet släppt av Svenska hårdrocksbandet Rallypack. År 2006 blev Rallypack Lillasyster.

## Låtlista
1. Pissman
2. Long Ride
3. Book of Instructions
4. Luke Skywalker
5. 7-Eleven Shaolin
6. Piss on a Piano
7. La Samba Mei
8. And in the Car
9. I Honestly Understand Shit
10. I Love You
11. Traktor
12. Do Me a Gonzales